# Велика Медведівка (Хмельницький район)
Вели́ка Медве́дівка — село в Україні, в Антонінській селищній громаді Хмельницького району Хмельницької області. Населення — 340 осіб.

## Історія
Село засноване у 1610 році.
У 1906 році село перебувало у складі Судилківської волості Ізяславського повіту Волинської губернії, за 35 верст від повітового міста та 10 верст від волості. Налічувалось 198 подвір'їв та 1099 мешканців.
7 (20) листопада 1917 року, відповідно до.Третього Універсалу Української Центральної Ради, увійшло до складу Української Народної Республіки.
12 червня 2020 року, відповідно до розпорядження Кабінету Міністрів України № 727-р «Про визначення адміністративних центрів та затвердження територій територіальних громад Хмельницької області», село увійшло до складу Антонінської селищної громади.
19 липня 2020 року, в результаті адміністративно-територіальної реформи та ліквідації Красилівського району, село увійшло до складу новоутвореного Хмельницького району.
Колишній орган місцевого самоуправління — Великомедведівська сільська рада.

## Відома особа
Уродженка села:
- Сташевська Анастасія Петрівна (1921—2008) — Герой Соціалістичної Праці.